# Западный Мийо
За́падный Мийо́ (фр. Millau-Ouest) — кантон во Франции, находится в регионе Юг — Пиренеи, департамент Аверон. Входит в состав округа Мийо.
Код INSEE кантона — 1244. Всего в кантон Западный Мийо входят 4 коммуны, из них главной коммуной является Мийо.

## Коммуны кантона
| Коммуна              | Население, чел. (2006) | Почтовый индекс | Код INSEE |
| -------------------- | ---------------------- | --------------- | --------- |
| Компреньяк           | 215                    | 12100           | 12072     |
| Крессель             | 1 501                  | 12100           | 12084     |
| Мийо                 | 13 628                 | 12100           | 12145     |
| Сен-Жорж-де-Люзансон | 1 301                  | 12100           | 12225     |

## Население
Население кантона на 2006 год составляло 17 884 человека.
| 1962 | 1968 | 1975 | 1982 | 1990 | 1999   | 2006   | 2007 |
| ---- | ---- | ---- | ---- | ---- | ------ | ------ | ---- |
| —    | —    | —    | —    | —    | 16 645 | 17 884 | —    |